# West Bridgewater (Massachusetts)
West Bridgewater es un pueblo ubicado en el condado de Plymouth en el estado estadounidense de Massachusetts. En el Censo de 2010 tenía una población de 6.916 habitantes y una densidad poblacional de 170,36 personas por km².

## Geografía
West Bridgewater se encuentra ubicado en las coordenadas 42°1′18″N 71°1′36″O / 42.02167, -71.02667. Según la Oficina del Censo de los Estados Unidos, West Bridgewater tiene una superficie total de 40.6 km², de la cual 39.68 km² corresponden a tierra firme y (2.25%) 0.91 km² es agua.

## Demografía
Según el censo de 2010, había 6.916 personas residiendo en West Bridgewater. La densidad de población era de 170,36 hab./km². De los 6.916 habitantes, West Bridgewater estaba compuesto por el 94.91% blancos, el 1.5% eran afroamericanos, el 0.1% eran amerindios, el 1.08% eran asiáticos, el 0% eran isleños del Pacífico, el 0.97% eran de otras razas y el 1.43% pertenecían a dos o más razas. Del total de la población el 1.75% eran hispanos o latinos de cualquier raza.